# Naëma Flodström
Naëma Flodström, född 24 september 1858 i Hedemora, död 26 juli 1934 på samma plats, var en svensk bankkamrer. Hon var bankkamrer i Hedemora sparbank 1903–1918 och banktjänsteman i 44 år.

## Biografi
Naëma Flodströms föräldrar var Samuel Flodström och Erika Sofia, född Cedergren. Föräldrarna hade sina rötter i Sundbornsbyn, fem mil norr om Hedemora. Naëma Flodström var parets tredje barn.
Hedemora sparbanks verksamhet startade 1863 och Naëma Flodströms far, Samuel Flodström, har angetts som ”sparbankens egentlige upphofsman”. Han skötte bankens räkenskaper under 40 års tid fram till din död 1903. Han hade dessutom motsvarande uppdrag för Kopparbergs Enskilda Banks Hedemoraavdelning, och var hyresvärd för dessa båda bankers lokaler lika länge. Naëma Flodström växte från fyra års ålder upp i ett hem där två av husets rum var banklokal.
Vid sidan av uppdragen för de båda bankerna och sin statliga tjänst som kronolänsman hade Naëma Flodströms far en lång rad uppdrag inom lokalsamhället. Då Naëma Flodström var 16 år gammal, blev hon anställd som biträde i Hedemora sparbank och arbetade tillsammans med sin far.
Naëma Flodström tillhörde samhällets översta skikt i 1800-talets Hedemora. År 1873, när hon var 15 år flyttade familjen från huset på Åsgatan där hon växte upp, till ett av stadens större hus på Långgatan nära Stora Torget. Där bodde Naëma Flodström under 50 års tid. Naëma Flodström och hennes mor Erika Flodström reste på nöjesresor till badorter och kurorter på västkusten, i Sörmland och Värmland.
År 1883 pensionerades Samuel Flodström från sin statliga tjänst som kronolänsman och belönades med medalj ”för nit och redlighet i rikets tjänst”. Sina övriga uppdrag inom sparbankerna, stadsstyret och järnvägsbolaget hade han dock kvar. Sex år senare dog Naëma Flodströms mor, 64 år gammal, och i arvskiftet blev Naëma Flodström delägare i fastigheten som familjen ägde och bodde i. Några år senare blev hon också aktieägare i Kopparbergs Enskilda Bank, en av totalt 28 nya aktieägare som presenterades i Post- och Inrikes Tidningar. Genom att Naëma Flodström hade egen inkomst, betalade skatt och var ogift hade hon rösträtt i stadsfullmäktige.
År 1900 fick Naëma Flodström en ny kollega i bankarbetet, när Amalia Samuelsson slutade som bankbiträde och ersattes av Anna Maria Zettervall. Bankarbetet sköttes alltjämt från de två rummen en trappa upp i familjen Flodströms stora hus. I samband med faderns frånfälle 1903 utsågs Naëma Flodström till ny kamrer i banken. Hon gavs exakt samma ersättning som hennes far hade haft. Det anställdes ingen ny person som biträde när Naëma Flodström blev bankens kamrer, vilket berodde på att hon redan i praktiken axlade kamrerarfunktionen.
År 1906 flyttade Hedemora sparbank till en ny lokal på Ämbetsgatan. Med industrialiseringen följde en stark ekonomisk utveckling och bankens insättningsvolym ökade kraftigt. Naëma Flodström sålde det stora huset på Långgatan på ett avbetalningskontrakt för att istället låta bygga ett helt nytt hus på samma tomt på Åsgatan där hon växte upp.
År 1916 blev Naëma Flodström fostermor åt en 4-årig flicka från Stockholm. Hon hette Ingrid men kallades för Inga och hade varit fosterhemsplacerad sedan födseln. Ingrid hade inget registrerat efternamn då hon kom till Naëma, som ordnade så att Ingrid fick efternamnet Jernek, ett namn som Naëma Flodström valde. Ingrid Jernek bodde till vuxen ålder hos Naëma Flodström, som fyllde rollen som mor åt flickan.
Naëma Flodström gick i pension 1918. I samband med sin 60-årsdag ordnade banken ett firande i banklokalen, där Naëma Flodström emottog kungliga sällskapet Pro Patrias stora guldmedalj för trohet och flit. På grund av den ekonomiska krisen under åren efter första världskriget och särskilt deflationskrisen 1921–1922 förlorade Naëma Flodström de pengar hon hade investerade i Kopparbergs Enskilda Bank, som inte klarade sig kvar som fristående bank på grund av kreditförluster. Hon drabbades också av kostnader för långvariga sjukhusvistelser på grund av magsårsoperationer och tvingades låna ansenliga belopp.
Naëma Flodström avled på Avesta lasarett den 26 juli 1934, och är begravd i en familjegrav i Hedemora.